# Jeffrey Tayler
Jeffrey Tayler (ur. w 1961) – autor książek reporterskich, reporter, podróżnik, znawca Rosji, w której mieszka od 1993 roku.

## Życiorys
W latach 1988–1993 był członkiem Korpusu Pokoju. Początkowo służył w Marakeszu, w 1992 r. – w Warszawie, potem w Uzbekistanie. Osiadł w Rosji, ożenił się z Rosjanką i poświęcił się pisaniu książek podróżniczych oraz reportaży.
Obecnie moskiewski korespondent pisma „The Atlantic Monthly”, współpracownik „Condé Nast Traveler”, „Harper’s Magazine”, „National Geographic”, „Smithsonian Magazine”, Salon.com, „Men’s Journal”, „Spin Magazine” i „Marie Claire”. Komentator rosyjskiej sekcji BBC.
Przemawiał na forum wielu znamienitych instytucji, w tym m.in.: The Council on Foreign Affairs, The Chicago Council on Global Affairs, The Explorers Club w Nowym Jorku i The Council of World Affairs w Waszyngtonie.
Gościnnie prowadzi warsztaty literackie w Paris American Academy.
Jest poliglotą – zna biegle rosyjski, arabski, francuski i nowożytną grekę, włada także hiszpańskim i tureckim.

## Twórczość literacka
Dotąd napisał sześć książek non-fiction. Jego debiutem literackim była Siberian Dawn. A Journey Across the New Russia wydana w 1997. To pierwsza z trzech publikacji, w których opisał rejony Eurazji, a przede wszystkim Rosji. Pozostałe dwie to River of No Reprieve: Descending Siberia’s Waterway of Exile, Death, and Destiny (2007) oraz Mordercy w mauzoleach. Między Moskwą a Pekinem (opublikowana w Polsce przez wydawnictwo Carta Blanca w 2011 r.).
Największe uznanie zdobyła książka pt. Facing the Congo (2001), pełna wstrząsających obserwacji relacja z podróży wzdłuż Kongo, która została nominowana do Nagrody Pulitzera.
Wyprawy w rejon czarnej Afryki stały się tematem jego kolejnych publikacji: Angry Wind: Through Muslim Black Africa by Truck, Bus, Boat, And Camel (2005) oraz Glory in a Camel’s Eye (2005).
Książki Taylera zostały przetłumaczone na hiszpański, włoski, duński, polski i estoński.

## Nagrody i wyróżnienia
- Nominacja do Nagrody Pulitzera za Facing the Congo.
- Tytuł Notable Travel Book of the Year 2000 dla Facing the Congo przyznany przez „New York Timesa”.
- Facing the Congo uznana za jedną z najlepszych książek podróżniczych wszech czasów przez Travel Channel’s Worldhum.com.